# Brăești, Buzău
Braesti là một xã thuộc hạt Buzău, România. Dân số thời điểm năm 2002 là 2537 người.